# بورن اند، باکینهام‌شر
بورن اند، باکینهام‌شر (به انگلیسی: Bourne End, باکینگهامshire) یک روستا در بریتانیا است که در باکینگهام‌شر واقع شده‌است. بورن اند ۵٬۳۲۰ نفر جمعیت دارد.